# Estamene
Estamene o Estamenia (en griego, Σταμένη, Σταμένεια) era el nombre de una antigua ciudad ubicada en la costa del sur del Mar Negro. 
Es mencionada por Esteban de Bizancio, que recoge un fragmento de Hecateo de Mileto según el cual se trataba de una ciudad que estaba en territorio de los cálibes.
También se supone que es la misma ciudad mencionada en el Periplo de Pseudo-Escílax como una ciudad griega dentro del territorio de los cálibes con el nombre de Ἀμένεια, entre un puerto cerrado llamado Genetes y el promontorio y la ciudad de Jasonio.